# Весна Шарановић Светек
Весна Шарановић Светек (Сремски Карловци, 13. мај 1937 – Сремски Карловци, 17. март 1993) била је српски археолог и научни саветник. За време свога живота оставила је велики траг у истраживањима античког стакла на територији Паноније.

## Биографија
У Сремским Карловцима је завршила основну школу и Карловачку гимназију. Одлучује да настави своје школовање у Београду и уписује Филозофски факултет, смер археологија, где је 1962. године дипломирала. Као кустос приправник за археологију радила је у Градском музеју у Винковцима, у периоду од 1966-1968. године. За време кратке службе у Винковцима остварила се као аутор две самосталне тематске изложбе Ликови царица на римском новцу и Terra sigillata из фонда винковачког музеја. Такође, бавила се и научним радом, на самом почетку своје каријере. Објавила је радове у часопису Археолошки поглед из 1967. године под називом Распоред римских легија и помоћних трупа на делу Лимеса од Даља до Петроварадина, као и Винковци, Каменица - Античко налазиште.
Од 1. фебруара 1972. до 1. јануара 1973. године радила је на месту кустоса за античку археологију са пола радног времена, како би касније прешла у Матичну службу Војвођанског музеја у Новом Саду (данас Музеј Војводине).
Магистрирала је 1978. године на Филозофском факултету у Београду са темом Римски коштани предмети на територији Јужне Паноније. Њен научни рад заокружен је одбраном докторске дисертације 1985. године са темом Античко стакло у југословенском делу Доње Паноније. Докторски рад је добио одличну рецензију академика Милутина Гарашанина.
Као научни сарадник од 1987. године била је носилац и обрађивач неколико тема из области стакла и стаклене пасте. На жалост, изненадна смрт је омела у даљем раду на објављивању резултата свог рада у планираној монографији. Међутим, монографија је објављена много година након њене смрти, 2009. године. Била је учесник на бројним археолошким ископавањима на локалитетима у Винковцима, Сремској Митровци, Гомолари, Чортановцима, Бешки, Свилошу и др.
Умрла је и сахрањена 1993. године у свом родном месту, Сремским Карловцима.

## Дела
За време свога живота писала је бројне чланке и организовала изложбе.

### Изложбе
- Ликови царица на римском новцу
- Terra sigillata из фонда винковачког музеја

### Чланци и студије
- Распоред римских легија и помоћних трупа на делу Лимеса од Даља до Петроварадина у часопису Археолошки поглед, 1967.
- Винковци, Каменица - Античко налазиште у часопису Археолошки поглед, 1967.
- Terra sigillata са печатима у археолошкој збирци Винковачког музеја у часопису Археолошки поглед 1971.
- Изузетна римска амајлија из Петровца код Вуковара у часопису Рад војвођанских музеја, 1974-1978.
- Црнац (Niger) у часопису Рад војвођанских музеја, 1974-1978.
- Прилог проучавању античког коштанорезачког-резбарског заната на територији Јужне Паноније са посебним освртом на Сирмијум у часопису Рад војвођанских музеја, 1980.
- Раноцарска лончарска радионица у Цибалама у часопису Старинар, 1980.
- Уметнички предмети од кости у часопису Жива антика, 1980.
- Топографија и каталог римских коштаних предмета из Сирмијума у часопису Рад војвођанских музеја, 1981.
- Прилог познавању римских оловних плочица у часопису Рад војвођанских музеја, 1987.
- Студија - Римски коштани предмети из Сирмијума у часопису Рад војвођанских музеја, 1988.
- Студија - Цигларство као значајна привредна грана на подручју југословенске провинције Доња Панонија у часопису Рад војвођанског музеја, 1989.
- Научна обрада сарматске збирке Војвођанског музеја у часопису Рад војвођанских музеја, 1992.

### Монографије
- Римске наруквице од стакла, стаклене пасте и гагата у провинцији Доња Панонија, Београд 2009.
- Античко стакло у југословенском делу провинције Доње Паноније, Нови Сад 1986.[3]

Римске наруквице од стакла, стаклене пасте и гагата у провинцији Доња Панонија
Римске наруквице од стакла, стаклене пасте и гагата у провинцији Доња Панонија је књига коју је написала и објављена је након њене смрти.
Ово је прва монографија у којој се обрађују римске наруквице са некадашње територије провинције Panonia Inferior. Иако су начињене од лако ломљивог материјала локалитети данашње регије Срема и Славоније успели су добро да их очувају. Од укупног броја 179 примерака који су обрађени само су 4 очуване у целости. Највише их је направљено од стаклене пасте 159, затим 16 од стакла и 4 од црног гагата. У римским некрополама је пронађено 8 наруквица, у античким насељима 69, док је осталих 102 случајно пронађене. Обрађене наруквице потичу углавном из музеја Срема у Сремској Митровици, као и из музеја Војводине из Новог Сада.
Из монографије сазнајемо да се наруквице код Римљана проналазе само у гробовима жена, девојака и девојчица. Чешће су носиле наруквице на левој руци и то четири до шест комада. Оне се убрајају у луксузнији накит за разлику од коштаних и металних наруквица, стога се и знатно ређе налазе у гробовима.
На основу сакупљених и обрађених примерака стаклене наруквице су погодне за праћење путем типологија. Овде су први пут како код нас, тако и у иностранству примењене типологије наруквица од стаклених материјала зато што се до сада нигде ова тема није посебно проучавала. Зато је ова типологија прва такве врсте и потпуно самостална. Временом ће она бити допуњена, не толико новим типовима наруквица, колико варијантама и подваријантама.

## Занимљивости
Поред свог примарног посла, била је члан Друштва љубитеља Сремских Карловаца. У овом Друштву је била доста активна и залагала се за преименовање појединих назива улица у Сремским Карловцима.

## Галерија
- Из младости
- На радном месту
- На једном од налазишта